# Inwood Hill Park

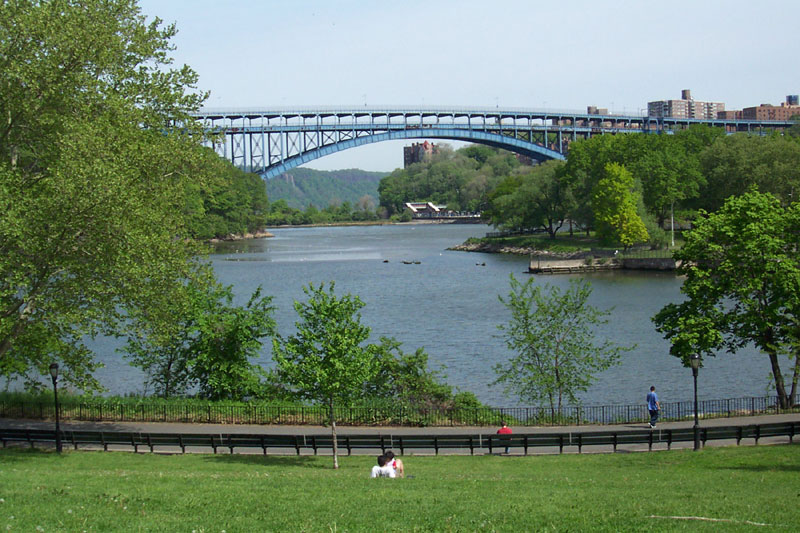

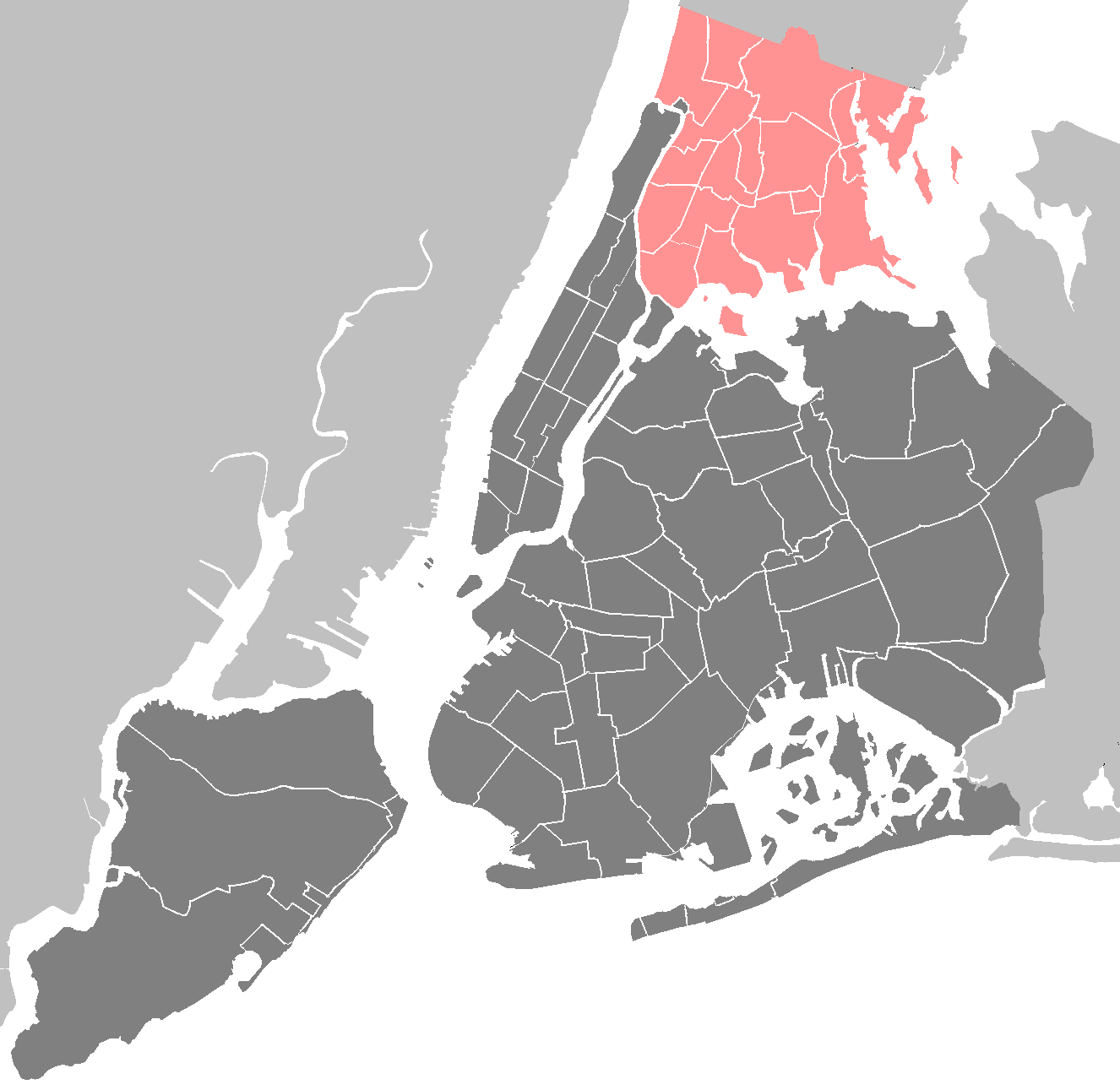
Rood = de Bronx
links daarvan = Inwood Hill Park

Inwood Hill Park is een natuurgebied van bijna 80 hectare dat is gesitueerd in de wijk Inwood op het eiland Manhattan. Het ligt aan de Hudson. In de 17de eeuw werd het gebied bewoond door indianen. 

## Geschiedenis
De oude naam van dit natuurgebied is Cock or Cox Hill, waarschijnlijk afgeleid van Shorakapok, wat bij de indianen 'waterkant' of 'waadplaats' betekent. Waar de nieuwe naam vandaan komt, is onbekend. De Lenape-indianen woonden aan de oostkant en leefden van de vis uit de rivieren de Hudson en de Harlem.
In de 17de en 18de eeuw vestigen kolonisten uit Europa zich in dit natuurgebied. Tijdens de Amerikaanse Revolutie wordt er een fort in de noordkant gebouwd, het Fort Cock. Na de Revolutie komen de boeren weer terug.
In de 19de eeuw was hier een weeshuis, maar de gebouwen zijn afgebroken. Er werd ook een bibliotheek opgericht, tegenwoordig bekend als het Dykman Instituut.

#### Monument
Op de plek waar de indianen Manhattan verkochten aan Pierre Minuit stond vroeger een magnolia, waaronder de transactie plaatsvond. Er was een ijzeren hek omheen gezet om hem te beschermen. De boom is verrot en weggehaald. Er is in 1954 een plaquette bevestigd op een rots, die de Skorakapok Rock wordt genoemd.
De tulpenboom is een inheemse boom van Manhattan. De stam werd door de indianen gebruikt om kano's van te maken.

## Het park
Het natuurgebied is in 1916 een park geworden. Het begint bij Dyckman Street en loopt door tot de noordelijke punt van het eiland Manhattan. Duidelijke sporen van de ijstijden zijn aanwezig en het bos is grotendeels onberoerd gelaten sinds de indianen er woonden. Het park is natuurlijk, in tegenstelling tot Central Park, dat is aangelegd. Het is eigendom van de stad New York en wordt onderhouden door de 'New York City Department of Parks and Recreation'.
Zoals de naam al aangeeft, zijn er veel heuvels, die veelal bebost zijn.
Er is een bezoekerscentrum bij de noordkant van het park, waar educatieve zaken zijn. Er worden onder andere enkele dieren getoond die in het natuurgebied leven. Er zijn ook enkele kinderspeelplaatsen, tennisbanen en baseballvelden. Langs de Hudson loopt een weg en door het park lopen fietspaden. De Amtrak loopt ook door dit gebied.

## Het water
Het water van de Hudson is daar brak, hetgeen de plantengroei langs de rivier beïnvloedt. Ook werd er vroeger zout gewonnen, hetgeen op één plek nog te zien is. Er wonen veel watervogels, onder andere wilde eenden en Canadese ganzen. Ook de bossen herbergen veel vogels.
In het park zijn drie waterbronnen met zoet water. Die werden onder andere gebruikt door de arbeiders die de Henry Hudson Bridge bouwden, de verbinding tussen de noordkant van het park met de Bronx.